# Ionel Ganea
Ioan Viorel Ganea (Făgăraş, Rumunjska, 10. kolovoza 1973.) je rumunjski nogometni trener te bivši nogometaš i nacionalni reprezentativac.

## Karijera

### Klupska karijera
Ganea je u Ligi I debitirao 1994. u dresu FC Braşova a do ljeta 1999. je promijenio još tri rumunjska kluba prije nego što je otišao u inozemstvo potpisavši za VfB Stuttgart. S klubom je osvojio dva Intertoto kupa (2000. i 2002.) dok je u sezoni 2002./03. bio drugi u Bundesligi.
Nakon toga Ganea u lipnju 2003. kao slobodan igrač odlazi u turski Bursaspor. Za klub je igrao svega šest mjeseci nakon čega je obostrano razvrgnut ugovor kako bi se igrač u prosincu iste godine mogao pridružiti tadašnjem premijerligašu Wolverhamptonu. U svojoj prvoj sezoni zabio je tri prvenstvena pogotka i to Arsenalu, Leedsu i Newcastleu. Međutim, klub je ispao u niži rang a Ganea je ostao u momčadi dvije sezone koliko je Wolves proveo u Championshipu. Tijekom karijere u Engleskoj, igrač je pretrpio ozljedu ligamenata koljena na pripremama u Norveškoj zbog čega je u posljednjoj sezoni igrao jako malo.
Istekom ugovora Ganea se vraća u domovinu gdje potpisuje jednogodišnji ugovor s bukureštanskim Dinamom. Kao i u VfB Stuttgartu, igrač i u Dinamu razvrgava ugovor nakon šest mjeseci kako bi mogao preći u redove gradskog rivala Rapida.
Do kraja karijere još je igrao za Temišvar i Sănătatea Cluj.

### Reprezentativna karijera
Ganea je za Rumunjsku debitirao 3. ožujka 1999. u susretu protiv Estonije a u toj utakmici je zabio dva pogotka za konačnih 2:0. S reprezentacijom je igrao na EURU 2000. te je u posljednjoj utakmici skupine protiv Engleske realizirao jedanaesterac u 89. minuti za rumunjsku 3:2 pobjedu. Tim rezultatom Rumunjska se plasirala u četvrtfinale dok je Gordi Albion ispao iz daljnjeg natjecanja.
Za reprezentaciju je nastupao do 2006. godine te je skupio 45 nastupa u kojima je kao napadač zabio ukupno 19 pogodaka.

#### Pogodci za reprezentaciju
| #   | Datum             | Mjesto                                  | Protivnik   | Pogodak | Rezultat | Natjecanje                                         |
| --- | ----------------- | --------------------------------------- | ----------- | ------- | -------- | -------------------------------------------------- |
| 1.  | 3. ožujka 1999.   | Bukurešt, Rumunjska                     | Estonija    | 1 : 0   | 2 : 0    | prijateljska utakmica                              |
| 2.  | 3. ožujka 1999.   | Bukurešt, Rumunjska                     | Estonija    | 2 : 0   | 2 : 0    | prijateljska utakmica                              |
| 3.  | 28. travnja 1999. | Bukurešt, Rumunjska                     | Belgija     | 1 : 0   | 1 : 0    | prijateljska utakmica                              |
| 4.  | 9. lipnja 1999.   | Bukurešt, Rumunjska                     | Azerbajdžan | 1 : 0   | 4 : 0    | kvalifikacije za EURO 2000.                        |
| 5.  | 19. rujna 1999.   | Vaduz, Lihtenštajn                      | Lihtenštajn | 2 : 0   | 3 : 0    | kvalifikacije za EURO 2000.                        |
| 6.  | 19. rujna 1999.   | Vaduz, Lihtenštajn                      | Lihtenštajn | 3 : 0   | 3 : 0    | kvalifikacije za EURO 2000.                        |
| 7.  | 26. travnja 2000. | Constanța, Rumunjska                    | Cipar       | 2 : 0   | 2 : 0    | prijateljska utakmica                              |
| 8.  | 20. lipnja 2000.  | Charleroi, Belgija                      | Engleska    | 3 : 2   | 3 : 2    | EURO 2000.                                         |
| 9.  | 3. rujna 2000.    | Bukurešt, Rumunjska                     | Litva       | 1 : 0   | 1 : 0    | kvalifikacije za SP u Južnoj Koreji / Japanu 2002. |
| 10. | 28. veljače 2001. | Nikozija, Cipar                         | Litva       | 1 : 0   | 3 : 0    | prijateljska utakmica                              |
| 11. | 28. veljače 2001. | Nikozija, Cipar                         | Litva       | 2 : 0   | 3 : 0    | prijateljska utakmica                              |
| 12. | 13. veljače 2002. | Stade de France, Saint Denis, Francuska | Francuska   | 1 : 2   | 1 : 2    | prijateljska utakmica                              |
| 13. | 27. ožujka 2002.  | Constanța, Rumunjska                    | Ukrajina    | 4 : 0   | 4 : 1    | prijateljska utakmica                              |
| 14. | 17. travnja 2002. | Bydgoszcz, Poljska                      | Poljska     | 1 : 0   | 2 : 1    | prijateljska utakmica                              |
| 15. | 7. rujna 2002.    | Koševo, Sarajevo, BiH                   | BiH         | 3 : 0   | 3 : 0    | kvalifikacije za EURO 2004.                        |
| 16. | 12. veljače 2003. | Larnaca, Cipar                          | Slovačka    | 2 : 1   | 2 : 1    | prijateljska utakmica                              |
| 17. | 7. lipnja 2003.   | Craiova, Rumunjska                      | BiH         | 2 : 0   | 2 : 0    | kvalifikacije za EURO 2004.                        |
| 18. | 11. lipnja 2003.  | Oslo, Norveška                          | Norveška    | 1 : 0   | 1 : 1    | kvalifikacije za EURO 2004.                        |
| 19. | 6. rujna 2003.    | Ploieşti, Rumunjska                     | Luxembourg  | 3 : 0   | 4 : 0    | kvalifikacije za EURO 2004.                        |

### Trenerska karijera
Završetkom igračke karijere, Ionel Ganea je najprije vodio drugu momčad bukureštanskog Dinama, tijekom 2012. je bio trener moldovskog Rapid Ghidighicija dok danas vodi Dunărea Călărași.

## Kontroverze
Ganea je svojim postupcima kao igrač često izazivao kontroverze. Tako je u travnju 2006. izjavio za Glenna Hoddlea "da je najgori trener s kojim je surađivao u karijeri" dok je u kolovozu 2007. suspendiran na 22 utakmice zbog napada na pomoćnog suca tijekom utakmice protiv Rapid Bukurešta.
Kao rumunjski reprezentativac, Ganea je na utakmici protiv Škotske teško ozlijedio Celticovog braniča Johna Kennedyja koji zbog toga nekoliko godina nije mogao igrati.

## Osvojeni trofeji

### Klupski trofeji
| Klub            | Trofej              | Sezona / godina |
| Rumunjska       | Rumunjska           | Rumunjska       |
| --------------- | ------------------- | --------------- |
| Rapid Bukurešt  | Rumunjsko prvenstvo | 1998./99.       |
| Rapid Bukurešt  | Rumunjski Superkup  | 1999.           |
| Njemačka        |                     |                 |
| VfB Stuttgart   | Intertoto kup       | 2000.           |
| VfB Stuttgart   | Intertoto kup       | 2002.           |
| Rumunjska       |                     |                 |
| Dinamo Bukurešt | Rumunjsko prvenstvo | 2006./07.       |
| Rapid Bukurešt  | Rumunjski kup       | 2007.           |

## Vanjske poveznice
- Soccerbase.com
- Transfermarkt.co.uk